# Sudamericano Femenino 1998
Navigation
Édition précédente Édition suivante
Le Sudamericano Femenino 1998 est la troisième édition du Sudamericano Femenino. Il se déroule du 1er au 15 mars 1998 dans la ville de Mar del Plata en Argentine.
Le tournoi sert également à désigner les équipes sud-américaines qui participent à la Coupe du monde de football féminin 1999, le vainqueur de ce tournoi étant directement qualifié pour la Coupe du monde, tandis que le finaliste rencontre le finaliste de la Gold Cup 2007 en barrages aller-retour.
Il s’agit de la première édition réunissant les dix équipes de la CONMEBOL.

## Villes et stades retenus
| \| Carte de l'Argentine Mar del Plata \| | Mar del Plata              |
| ---------------------------------------- | -------------------------- |
| \| Carte de l'Argentine Mar del Plata \| | Estadio José María Minella |
| \| Carte de l'Argentine Mar del Plata \| | Capacité: 35 354           |
| \| Carte de l'Argentine Mar del Plata \| |                            |
| Mar del Plata                            |                            |

## Équipes participantes
Les dix équipes nationales de football affiliées à la CONMEBOL y participent.
| Équipes participantes | Équipes participantes | Équipes participantes | Équipes participantes | Équipes participantes |
| --------------------- | --------------------- | --------------------- | --------------------- | --------------------- |
| Argentine             | Bolivie               | Brésil                | Chili                 | Colombie              |
| Équateur              | Paraguay              | Pérou                 | Uruguay               | Venezuela             |

## Premier tour
Les équipes sont réparties en deux groupes de cinq équipes sous forme de toutes rondes, du 1er au 10 mars. Les deux premières de chaque groupe se qualifient pour les demi-finales.

### Groupe A
|   | Equipe    | Pts | J | G | N | P | Bp | Bc | Diff |
| - | --------- | --- | - | - | - | - | -- | -- | ---- |
| 1 | Brésil    | 12  | 4 | 4 | 0 | 0 | 48 | 1  | +47  |
| 2 | Pérou     | 9   | 4 | 3 | 0 | 1 | 5  | 17 | -12  |
| 3 | Colombie  | 6   | 4 | 2 | 0 | 2 | 11 | 16 | -5   |
| 4 | Chili     | 3   | 4 | 1 | 0 | 3 | 6  | 13 | -7   |
| 5 | Venezuela | 0   | 4 | 0 | 0 | 4 | 2  | 25 | -23  |

| 2 mars 1998 | Colombie | 4–1 | Venezuela | Estadio José María Minella, Mar del Plata |  |
|             |          |     |           |                                           |  |

|  | Brésil | 15–0 | Pérou | Estadio José María Minella, Mar del Plata |  |
|  |        |      |       |                                           |  |

| 4 mars 1998 | Chili | 5–0 | Venezuela | Estadio José María Minella, Mar del Plata |  |
|             |       |     |           |                                           |  |

| 5 mars 1998 | Brésil | 12–1 | Colombie | Estadio José María Minella, Mar del Plata |  |
|             |        |      |          |                                           |  |

| 6 mars 1998 | Chili | 0–1 | Pérou | Estadio José María Minella, Mar del Plata |  |
|             |       |     |       |                                           |  |

|  | Brésil | 14–0 | Venezuela | Estadio José María Minella, Mar del Plata |  |
|  |        |      |           |                                           |  |

| 8 mars 1998 | Venezuela | 1–2 | Pérou | Estadio José María Minella, Mar del Plata |  |
|             |           |     |       |                                           |  |

|  | Chili | 1–5 | Colombie | Estadio José María Minella, Mar del Plata |  |
|  |       |     |          |                                           |  |

| 10 mars 1998 | Colombie | 1–2 | Pérou | Estadio José María Minella, Mar del Plata |  |
|              |          |     |       |                                           |  |

|  | Brésil | 7–0 | Chili | Estadio José María Minella, Mar del Plata |  |
|  |        |     |       |                                           |  |

### Groupe B
|   | Equipe    | Pts | J | G | N | P | Bp | Bc | Diff |
| - | --------- | --- | - | - | - | - | -- | -- | ---- |
| 1 | Argentine | 12  | 4 | 4 | 0 | 0 | 16 | 1  | +15  |
| 2 | Équateur  | 7   | 4 | 2 | 1 | 1 | 10 | 6  | +4   |
| 3 | Paraguay  | 6   | 4 | 2 | 0 | 2 | 6  | 10 | -4   |
| 4 | Uruguay   | 2   | 4 | 0 | 2 | 2 | 6  | 8  | -2   |
| 5 | Bolivie   | 1   | 4 | 0 | 1 | 3 | 5  | 18 | -13  |

| 1er mars 1998 | Paraguay | 3–2 | Uruguay | Estadio José María Minella, Mar del Plata |  |
|               |          |     |         |                                           |  |

|  | Argentine | 9–0 | Bolivie | Estadio José María Minella, Mar del Plata |  |
|  |           |     |         |                                           |  |

| 3 mars 1998 | Uruguay | 2–2 | Équateur | Estadio José María Minella, Mar del Plata |  |
|             |         |     |          |                                           |  |

|  | Argentine | 3–0 | Paraguay | Estadio José María Minella, Mar del Plata |  |
|  |           |     |          |                                           |  |

| 5 mars 1998 | Argentine | 2–1 | Uruguay | Estadio José María Minella, Mar del Plata |  |
|             |           |     |         |                                           |  |

|  | Équateur | 5–2 | Bolivie | Estadio José María Minella, Mar del Plata |  |
|  |          |     |         |                                           |  |

| 7 mars 1998 | Équateur | 3–0 | Paraguay | Estadio José María Minella, Mar del Plata |  |
|             |          |     |          |                                           |  |

|  | Uruguay | 1–1 | Bolivie | Estadio José María Minella, Mar del Plata |  |
|  |         |     |         |                                           |  |

| 9 mars 1998 | Bolivie | 2–3 | Paraguay | Estadio José María Minella, Mar del Plata |  |
|             |         |     |          |                                           |  |

|  | Argentine | 2–0 | Équateur | Estadio José María Minella, Mar del Plata |  |
|  |           |     |          |                                           |  |

## Demi-finales
| 13 mars 1998 | Brésil | 11–1 | Équateur | Estadio José María Minella, Mar del Plata |  |
|              |        |      |          |                                           |  |

| 13 mars 1998 | Argentine       | 1-1 (a. p.) | Pérou   | Estadio José María Minella, Mar del Plata |  |
|              | Villanueva      |             | Salinas |                                           |  |
|              | Tirs au but 4-3 |             |         |                                           |  |

## Match pour la troisième place
| 15 mars 1998 | Pérou           | 3-3 (a. p.) | Équateur | Estadio José María Minella, Mar del Plata |  |
|              | Salinas         |             | ?        |                                           |  |
|              | Tirs au but 5-4 |             |          |                                           |  |

## Finale
| 15 mars 1998 | Brésil                                                                                  | 7–1 | Argentine | Estadio José María Minella, Mar del Plata |                         |
|              | Roseli 10e 21e (pen.) 59e · Formiga 18e (pen.) · Pretinha 54e · Cidinha 65e · Sissi 76e |     | 58e Gerez | Arbitrage : Martha Toro                   | Arbitrage : Martha Toro |